# Perdita cladothricis
Perdita cladothricis är en biart som beskrevs av Cockerell 1896. Perdita cladothricis ingår i släktet Perdita och familjen grävbin. Inga underarter finns listade i Catalogue of Life.